# Baseball Ground
Baseball Ground (někdy označován pod názvem BBG) je dnes již zaniklý fotbalový (dříve baseballový) stadion, který se nacházel v anglickém Derby. Původně byl stadion využíván na hraní baseballu místním klubem Derby County Baseball Club, který jej využíval v letech 1890 až 1898. Teprve později se na stadionu začal hrát fotbal a to díky klubu Derby County FC, který na něm sehrál své první utkání v roce 1895. I přesto, že se na stadionu přestal hrát profesionální fotbal v roce 1997, tak i poté byl nadále využíván rezervními týmy a to až do jeho demolice v roce 2003.

## Historie
Jak už název napovídá, stadion byl původně využíván pro baseball. Původně byl nazýván Ley's Baseball Ground a byl součástí velkého sportovního komplexu nazvaného Ley's Recreation Ground, který vlastnil podnikatel Sir Francis Ley. Postaven byl pro pracovníky jeho slévarenské fabriky Ley's Malleable Castings Vulcan Ironworks. Stadion byl ústředním bodem komplexu a byl součástí Leyova plánu protlačit baseball do povědomí občanů Spojeného království.
Stadion byl domovem Derby County Baseball Club, který byl tehdy spojen se slavnějším fotbalovým Derby County. Ten v roce 1895 opustil svůj bývalý domovský stadion Racecourse Ground, aby se přestěhoval na relativně novější Baseball Ground. Dělení stadionu mezi dvěma sporty nevydrželo dlouho, protože jej v roce 1898 baseballový klub opustil.
V roce 1997 se Derby County FC přestěhovalo na modernější Pride Park Stadium. Stadion tehdy nebyl opuštěn natrvalo, protože na něm hrávaly rezervní týmy Derby. Až v roce 2003 byl definitivně zavřen. Jeho demolice přišla ještě ve stejný rok a protáhla se až na začátek roku 2004. Později byla bývalá plocha stadionu zastavěna obytnými objekty, s tím že na jeho části byl pak ještě vystavěn pamětní monument v podobě tří driblujících fotbalistů na kamenném podstavci.